# Bijdragen tot de Taal-, Land- en Volkenkunde
Bijdragen tot de Taal-, Land- en Volkenkunde (deutsch: „Beiträge zur Sprachen-, Länder- und Völkerkunde“), kurz BTLV, ist der Titel einer orientalischen Zeitschrift. Die wissenschaftliche Open-Access-Zeitschrift erscheint vierteljährlich und enthält Artikel verschiedener Autoren zu Südostasien und Indonesien und auch Buchbesprechungen. Ihr Schwerpunkt liegt auf Linguistik, Anthropologie und Geschichte.
Die ab 1853 vom Koninklijk Instituut voor Taal-, Land- en Volkenkunde (deutsch: Königliches Institut für Sprachen-, Länder- und Völkerkunde), neuerdings unter dem Namen Royal Netherlands Institute of Southeast Asian and Caribbean Studies, herausgegebene Zeitschrift ist eine der ältesten orientalischen Zeitschriften der Welt.
Ursprünglich hatte sie von 1853 bis 1948 den Titel Bijdragen tot de taal-, land- en volkenkunde van Nederlandsch-Indië (ISSN 1383-5408). Die Gründung der Zeitschrift fällt in eine Zeit, da offensichtlich wurde, dass die niederländischen Kolonien nicht nur eine starke Armee und gut ausgebildete Beamte zu ihrer Kontrolle brauchten, sondern auch wissenschaftliche und praktische Kenntnisse der einheimischen Gesellschaft von Vorteil waren.
Neuerdings erscheint sie bei Brill.